# Fair Weather Friends
Fair Weather Friends – polski zespół alternatywny założony w 2011 w Czeladzi.
Grupa zainspirowała się współczesną elektroniką i muzyką taneczną lat 70. i 80. XX wieku. Wystąpili m.in. na Heineken Open’er Music Festival w 2012 roku. Utwór Fortune Player stanowił podkład muzyczny wideo promującego festiwal Coke Live Music Festival w 2012. 23 września 2014 zespół opublikował swój debiutancki album – Hurricane Days.

## Skład
- Michał Maślak – wokal, teksty, gitara
- Maciek Bywalec – perkusja, pady perkusyjne
- Paweł Cyz – gitara basowa, instrumenty klawiszowe
- Mateusz Zegan – gitara, efekty dźwiękowe, produkcja

## Dyskografia

### Albumy
- Hurricane Days (2014; Warner Music Poland)

### EP
- Eclectic Pixels (2012)

### Single
- Floating (2012)
- All Out (2012)
- Fortune Player (2012)
- Mellow Walls (2012)
- Fake Love (2013)
- Fly By (2013)
- Fill This Up (2014)
- Cardiac Stuff (2014)